# Girls! Girls! Girls! (álbum)
Girls! Girls! Girls! es el decimosexto álbum de estudio del músico y cantante estadounidense Elvis Presley, para la banda sonora de la película del mismo nombre, publicado por la compañía discográfica RCA Victor en noviembre de 1962. El álbum fue grabado los días 26, 27 y 28 de marzo en los Radio Recorders de Hollywood. Alcanzó el puesto tres en la lista estadounidense Billboard 200 y fue certificado como disco de oro el mismo año por la RIAA.

## Contenido
Presley grabó dieciséis canciones en marzo de 1962, de las cuales trece fueron utilizadas en la banda sonora de la película Girls! Girls! Girls! . Desterrados por un conflicto con Tom Parker, las canciones de los escritores Jerry Leiber y Mike Stoller solo podían ser cedidas a otros artistas, y en este caso el tema que dio título al álbum fue un éxito anterior de The Coasters en 1961, adaptado para la película de Presley. Esta canción, al igual que otras dos, "Return to Sender" y "Because of Love", aparecieron en el recopilatorio de 1995 Command Performances: The Essential 60's Masters II.
Las canciones "Return to Sender" y "Where Do You Come From" fueron publicadas como sencillo en octubre de 1962, un mes después del lanzamiento de la banda sonora. "Return to Sender" se convirtió en un éxito importante para Presley, alcanzando el puesto # 2 en la lista Billboard Hot 100, mientras que su cara B, "Where Do You Come From", llegó a la posición 99.
La compañía Follow That Dream publicó en 2007 una edición ampliada del álbum, con tomas alternativas y canciones grabadas pero no usadas en la banda sonora.
De un total de tres películas de ficción filmadas en Hawaii, a diferencia de Blue Hawaii y Paradise Hawaiian Style, con la única posible salvedad de la canción Song of the Shrimp, la banda sonora de la película Girls! Girls! Girls! no incluyó canciones del estilo tradicional hawaiano. 

## Lista de canciones
| Cara A |                                  |                                        |          |  |
| N.º    | Título                           | Escritor(es)                           | Duración |  |
| 1.     | «Girls! Girls! Girls!»           | Jerry Leiber, Mike Stoller             | 2:34     |  |
| 2.     | «I Don't Wanna Be Tied»          | Bill Giant, Bernie Baum, Florence Kaye | 2:08     |  |
| 3.     | «Where Do You Come From»         | Ruth Bachelor, Bob Roberts             | 2:08     |  |
| 4.     | «I Don't Want To»                | Janice Torre, Fred Spielman            | 2:42     |  |
| 5.     | «We'll Be Together»              | Charles O'Curran, Dudley Brooks        | 2:17     |  |
| 6.     | «A Boy Like Me, A Girl Like You» | Sid Tepper, Roy C. Bennett             | 2:20     |  |
| 7.     | «Earth Boy»                      | Sid Tepper, Roy C. Bennett             | 2:24     |  |

| Cara B |                             |                                        |          |  |
| N.º    | Título                      | Escritor(es)                           | Duración |  |
| 1.     | «Return to Sender»          | Otis Blackwell, Winfield Scott         | 2:09     |  |
| 2.     | «Because of Love»           | Ruth Bachelor, Bob Roberts             | 2:34     |  |
| 3.     | «Thanks to the Rolling Sea» | Bill Giant, Bernie Baum, Florence Kaye | 1:31     |  |
| 4.     | «Song of the Shrimp»        | Sid Tepper, Roy C. Bennett             | 2:21     |  |
| 5.     | «The Walls Have Ears»       | Sid Tepper, Roy C. Bennett             | 2:32     |  |
| 6.     | «We're Comin' In Loaded»    | Otis Blackwell, Winfield Scott         | 1:24     |  |

## Personal
- Elvis Presley – voz
- The Jordanaires – voz
- The Amigos – coros (en "We'll Be Together")
- Boots Randolph – saxofón, clarinete
- Scotty Moore, Barney Kessel – guitarra eléctrica
- Tiny Timbrell – guitarra acústica
- Robert Bain, Alton Hendrickson – guitarras (en "We'll Be Together")
- Dudley Brooks – piano
- Harold Brown – órgano (en "Thanks to the Rolling Sea")
- Ray Seigel – contrabajo
- D.J. Fontana, Hal Blaine, Bernie Mattinson – batería

## Posición en listas
| País           | Lista                   | Posición |
| -------------- | ----------------------- | -------- |
| Estados Unidos | Billboard Pop Albums    | 3        |
| Reino Unido    | Official Charts Company | 2        |